# PowerPC G3
Pour les articles homonymes, voir G3 et Arthur.
G3, d'abord connu sous le nom de code Arthur, est un nom commercial inventé fin 1997 par Apple, en référence à la troisième génération des microprocesseurs PowerPC, lors de l'introduction du PowerPC 750. C'est une amélioration du PowerPC 603e, microprocesseur bas de gamme de la seconde génération des PowerPC.

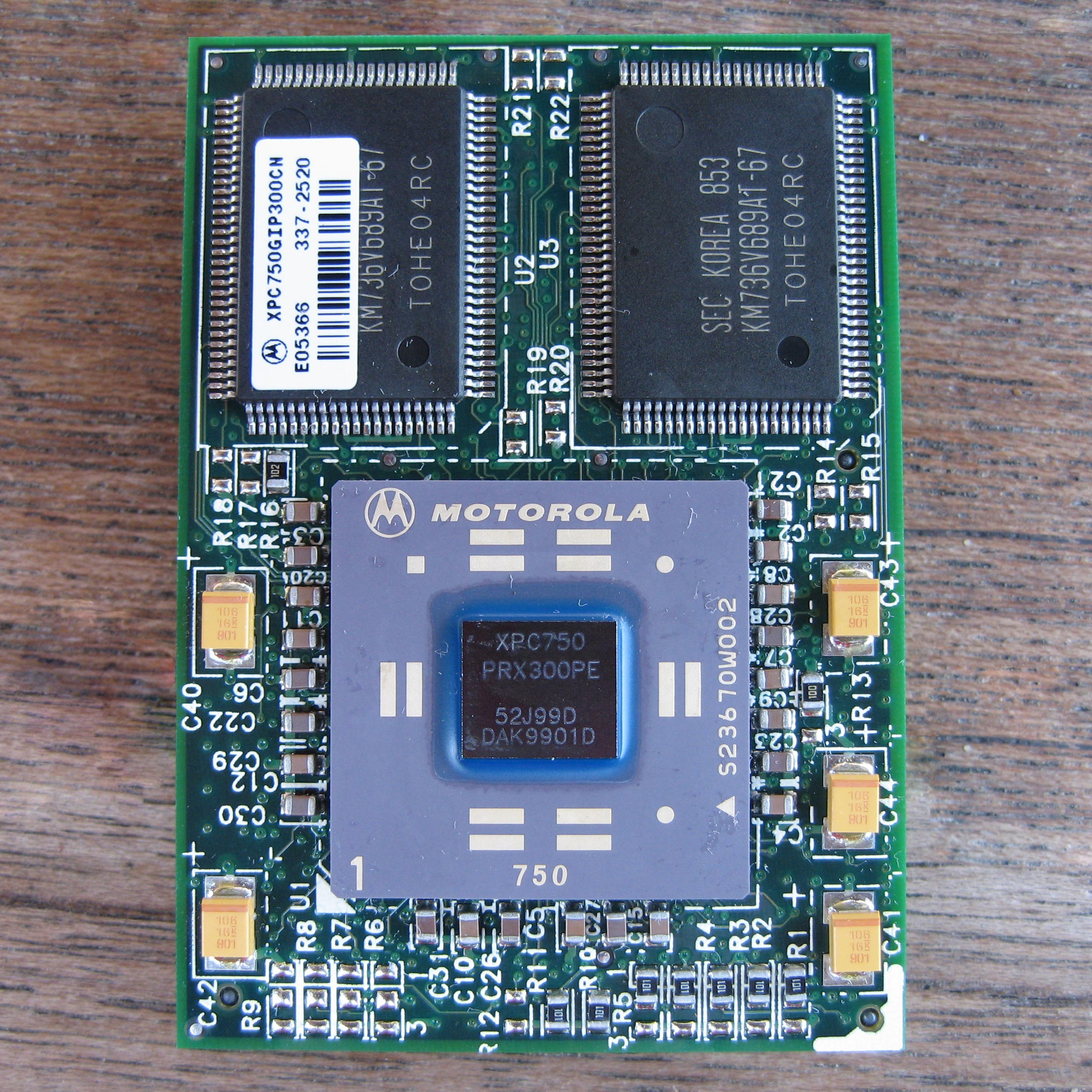
module processeur d'un Apple Power Mac G3, avec le Motorola PowerPC 750 à 300 MHz et sa mémoire cache L2 externe

## G3
Le PowerBook G3 introduit le 10 novembre 1997 était basé sur un PowerPC 750 à 250 MHz. Le Power Macintosh G3 introduit le 10 novembre 1997 était basé sur un PowerPC 750 à 233 ou 266 MHz. Le premier iMac proposé, d'août 1998 à janvier 1999, utilisait un PowerPC 750 à 233 MHz. Le premier iBook proposé en juillet 1999 utilisait un PowerPC 750 à 300 MHz.
Le PowerPC 750 a été utilisé dans les iMac jusqu'en 2001. En outre, le PowerPC 750CX a été utilisé dans les iBook et les iMac. Finalement le PowerPC 750FX a été utilisé jusqu'à 900 MHz dans des iBook jusqu'au 22 octobre 2003, date marquant la fin des G3 chez Apple.

## PowerPC 750
Le PowerPC 750 (ou PPC 750 ou MPC750 pour Motorola) est un microprocesseur 32 bits de la famille PowerPC développé par IBM et Motorola. Son nom de code était Arthur. Il dispose d'une mémoire cache de premier niveau de 32 ko pour les instructions et 32 ko pour les données. Il dispose en outre d'une interface rapide pour une mémoire cache externe de second niveau. Il compte 6,35 millions de transistors et consomme entre 5,7 et 8 watts.
Le PowerPC 740 a accompagné l'introduction du 750. Il n'intégrait pas de contrôleur de mémoire cache de second niveau comme le 750. Il ne fut pratiquement pas utilisé par Apple.
Bien que le terme G3 indique une nouvelle architecture, le PowerPC 750 est assez proche du PowerPC 603e. Motorola et IBM ont ensuite amélioré séparément le PowerPC 750. Motorola a produit toute une série d'évolutions, dont les microprocesseurs de la série MPC 7400, commercialisés par Apple sous le nom de PowerPC G4 qui supportent le SMP.

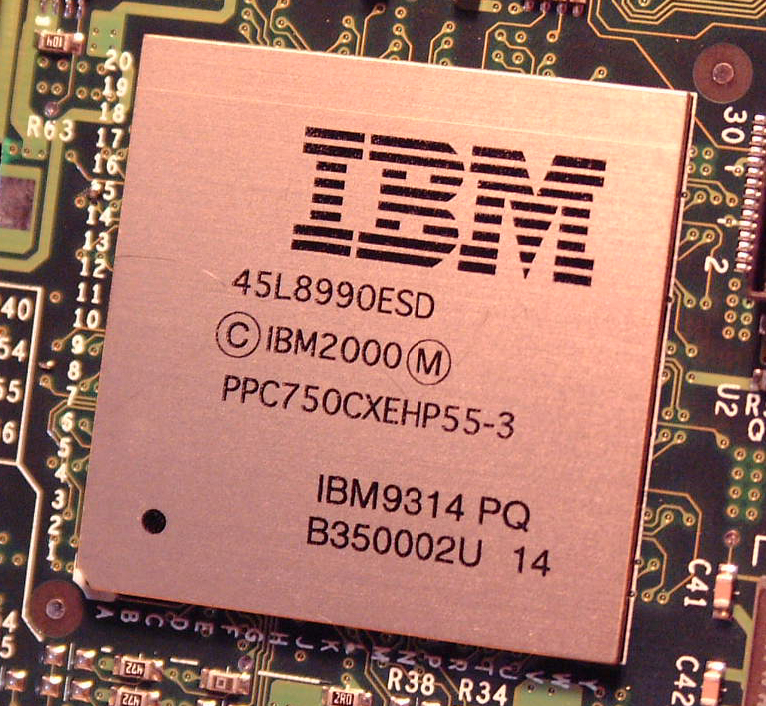
IBM PowerPC 750 CXe à 533 MHz.

IBM a produit les PowerPC 750CX, 750CXe (intégrant 256 Kio de cache de second niveau) et 750FX (intégrant 512 Kio de cache de second niveau). Ce cache, moins important que sur certains 750 de première génération disposant jusqu'à 1 Mio, est en revanche cadencé à la vitesse du processeur. Apple utilisa les CX, CXe et Fx dans des iMac G3 et iBook G3. Tous ces microprocesseurs consomment moins de 10 watts. Les G3 d'IBM ont été les premiers microprocesseurs grand public (bien avant les Intel ou AMD concurrents) à être produits avec les technologies d'interconnexion au cuivre puis SOI (Silicon-on-Insulator). Le PowerPC 750GX intégrant 1 024 Kio de cache de second niveau introduit en 2003 n'est pas utilisé par Apple. En revanche des PowerPC 750 plus anciens dotés également de 1 Mio de cache et utilisant la technologie cuivre furent utilisés avec des fréquences allant de 350 à 450 MHz dans les célèbres Power Macintosh G3 (Bleu et Blanc) d'Apple.
Une autre famille d'ordinateurs utilise le PPC 750, les machines Amiga Nouvelle Génération. L'AmigaOne SE utilisait un processeur 750CX cadencé à 600 MHz, l'AmigaOne XE utilise un 750FX cadencé à 800 MHz, enfin le µAone utilise un 750GX cadencé à 800 MHz (il existe aussi des Amiga One XE dotés d'un PowerPC G4). Le Pegasos fut lui aussi équipé de 750CXe, il est maintenant équipé d'un processeur PowerPC G4.
Enfin, la GameCube de Nintendo est également architecturée autour d'un PowerPc 750CXe.
En 2021, le rover Perseverance de la NASA se pose sur Mars et embarque à son bord deux processeurs PowerPC 750.